# إليسيو ألفاريز
إليسيو ألفاريز (بالإسبانية: Eliseo Álvarez)‏ مواليد 9 أغسطس 1940 في الأوروغواي، كان لاعب كرة قدم أوروغوياني كان يلعب كمدافع. سبق له أن لعب في كأس العالم لكرة القدم مع منتخب بلاده.

## المسيرة الاحترافية

### أندية لعب لها
- ناسيونال مونتيفيديو
- رامبلا جونيورز
- بانفيلد
- إل. دي. يو. كيتو

## روابط خارجية
- إليسيو ألفاريز على موقع الاتحاد الدولي (مؤرشف)  (الإنجليزية)
- إليسيو ألفاريز على موقع قاعدة بيانات كرة القدم.إي يو (الإنجليزية)
- إليسيو ألفاريز على موقع ناشيونال فوتبول تيمز (الإنجليزية)
- إليسيو ألفاريز على موقع Soccerway.com (الإنجليزية)
- إليسيو ألفاريز على موقع عالم كرة القدم.نت (الإنجليزية)